# Verticillium tricorpus
Verticillium tricorpus I. Isaac – gatunek grzybów należący do klasy Sordariomycetes. 

## Systematyka i nazewnictwo
Pozycja w klasyfikacji według Index Fungorum: Verticillium, Plectosphaerellaceae, Glomerellales, Hypocreomycetidae, Sordariomycetes, Pezizomycotina, Ascomycota, Fungi.

## Morfologia
Hodowany w temperaturze 23° C na agarze z dekstrozą ziemniaczaną i na agarze słodowym rozwija się szybko. Tworzy grzybnię, początkowo o głęboko złotożółtej barwie, potem pomarańczowo-żółtej. Po 2-3 tygodniach zmienia ona barwę na czarniawą w wyniku wytwarzania w starszych koloniach dużej ilości czarnych mikrosklerocjów. Grzybnia jest wełnista, niezbyt zbita, złożona z pomarańczowo-żółtych strzępek o grubości 2–3 μm z gutulami. Po około 7 dniach hodowli pojawiają się białe konidiofory, w ciągu następnych 2-3 tygodni nadające grzybni białawą barwę. Konidiofory występują obficie, są mniej lub bardziej wyprostowane i tworzą spiralne rozgałęzienia. Przy każdym rozgałęzieniu tworzą się 3-4 fialidy. Na ich szczytach powstają pojedynczo bezbarwne konidia o kształcie od elipsoidalnego do nieregularnie półcylindrycznego i rozmiarach 3,5–10 × 1,5–3,5 μm. Starzejąca się kolonia tworzy ciemnobrązową lub czarniawą grzybnię przetrwalnikową. Jest ona regularnie septowana, a jej poszczególne komórki są w środku nabrzmiałe, tak, że przyjmują beczułkowaty kształt. Mają szerokość  3,5–7 μm. Na grubych, bezbarwnych lub brązowych strzępkach powstają także chlamydospory. Mają średnicę  7,5–11 μm, początkowo są jasnobrązowe, potem ciemnobrązowe. Mikrosklerocja zbudowane są z nabrzmiałych, niemal kulistych komórek, o bardzo zmiennym kształcie – od wydłużonego do niemal kulistego. Przeważnie mają średnicę 60–85 μm.

## Gatunki podobne
Charakterystyczną cechą odróżniająca Verticillium tricorpus od podobnych i często razem występujących gatunków Verticillium albo-atrum i Verticillium dahliae jest pomarańczowa barwa grzybni. Ponadto V. tricorpus wytwarza grzybnię przetrwalnikową, chlamydospory i mikrosklerocja, podczas gdy V. albo-atrum tylko grzybnię przetrwalnikową, a V. dahliae tylko mikrosklerocja.

## Występowanie i siedlisko
Jest szeroko rozprzestrzeniony na kuli ziemskiej. Podano jego występowanie w Ameryce Północnej, Europie, Azji i Nowej Zelandii. 
Pasożyt i saprotrof roślin. Stwierdzono jego występowanie na wyżlinie (Antirrhinum) i pomidorze uprawnym (Lycoperdon esculenta). Na tym ostatnim wywołuje chorobę o nazwie werticilioza pomidora.